# (1837) Osita
(1837) Osita (1971 QZ1) ist ein Asteroid des Asteroidengürtels, der am 16. August 1971 von James Gibson an der Astronomischen Einrichtung Leoncito entdeckt wurde.